# Marcus Tuccius
Marcus Tuccius war ein im 1. und 2. Jahrhundert n. Chr. lebender Angehöriger der römischen Armee. Durch eine unvollständig erhaltene Inschrift, die in Lambaesis gefunden wurde, ist seine militärische Laufbahn bekannt, die in der Inschrift als cursus inversus, d. h. in absteigender Reihenfolge wiedergegeben ist.
Tuccius diente zunächst als Centurio in einer Cohors III Bracaraugustanorum. Er wurde befördert und diente danach als Centurio in den folgenden Legionen (in dieser Reihenfolge): in der Legio I Italica, die ihr Hauptlager in Novae in der Provinz Moesia inferior hatte, in der Legio XI Claudia, die ihr Hauptlager in Durostorum in der Provinz Moesia inferior hatte, in der Legio XX Valeria Victrix, die ihr Hauptlager in Deva Victrix in der Provinz Britannia hatte, in der Legio I Adiutrix, die ihr Hauptlager in Brigetio in der Provinz Pannonia superior hatte und zuletzt in der Legio III Augusta, die ihr Hauptlager in Lambaesis in der Provinz Africa hatte.
Tuccius starb im Alter von 62 Jahren (vixit annos LXII). Sein Grabstein wurde von seinen beiden Söhnen, Marcus Tuccius Urbicus und Marcus Tuccius Proculus, errichtet; die Kosten dafür betrugen 9200 Sesterzen.

## Datierung
Laut Margaret M. Roxan wurde die Laufbahn von Tuccius durch Eric Birley zwischen dem Ende der Regierungszeit von Domitian (81–96) und dem Anfang der Regierungszeit von Hadrian (117–138) angesetzt. James Robert Summerly datiert die Laufbahn in einen Zeitraum zwischen 100 und 150; er und Stephen James Malone halten es für denkbar, dass einige der Versetzungen während des Bar-Kochba-Aufstands zwischen 132 und 136 stattfanden.